# Lethocerus grandis
Lethocerus grandis – gatunek pluskwiaka z podrzędu różnoskrzydłych i rodziny Belostomatidae, występującego w Ameryce Południowej (obszary nadbrzeżne między Rio de Janeiro and São Paulo), osiąga 8,5 cm (samce) lub 9,7 cm (samice), maksymalnie do 12 cm długości, barwa tułowia jasna, plamista, z bladymi paskami na przedpleczu.